# Marin Chirițescu-Arva
Marin Chirițescu-Arva (n. 28 iunie 1889, Cacaleți, Izvoru, Ilfov, județul Vlașca, România – d. 23 februarie 1935, București, România) a fost un agronom, pedagog, economist și teoretician român al agriculturii cooperativiste. Prin lucrările sale a susținut necesitatea transformării micilor gospodării țărănești în cooperative de producție, punând în antiteză gospodăririle capitaliste din SUA cu cele socialiste din Rusia, susținând superioritatea ultimelor. A cercetat acțiunea apei în creșterea plantelor, efectul îngrășămintelor, arăturilor, microbiologia solului, zonarea principalelor plante agricole. A accentuat importanța solului ca factor al producției vegetale și a introdus termenul de pedologie agricolă.
A absolvit Școala Superioară de Agricultură de la Herăstrău. S-a specializat în chimia agricolă la Școala Superioară de Agricultură din Berlin, iar mai târziu, în 1914 și între 1919-1920, la Institutul Agronomic al Universității din Königsberg. În 1927 a lucrat la stațiunea experimentală Rothamsted din Anglia împreună cu J. Russel. În anul 1923, la Cluj primește titlul de doctor în științe naturale. A fost membru corespondent al Academiei Cehoslovace de Agricultură, al Asociației Internaționale pentru Știința Solului și al Societății Britanice pentru Progresul Științei. În anul 1932 a fost rector al Academiei de Înalte Studii Agronomice din București.

## Biografie

### Copilărie și educație
Marin Chirițescu-Arva s-a născut pe 28 iunie 1889 în satul Cacaleți, comuna Izvoru, județul Vlașca (astăzi parte din județul Ilfov), într-o zonă fertilă a Bărăganului care i-a influențat orientarea către agronomie. A urmat cursurile liceale la Ploiești, absolvind în 1909. Între 1909 și 1913, a studiat la Școala Superioară de Agricultură de la Herăstrău, unde a beneficiat de un corp profesoral de elită, incluzându-i pe Octavian Popovici-Lupa, Constantin Sandu-Aldea, Wilhelm Knechtel, George Maior, Ion Grințescu, Nicolae Filip și Vasile Brezeanu. A absolvit cu rezultate remarcabile, obținând o bursă pentru specializare în străinătate.

### Carieră profesională
După absolvire, Chirițescu-Arva s-a specializat în chimie agricolă la Școala Superioară de Agricultură din Berlin, sub îndrumarea profesorilor Von Rumker, Envin Baur și E.A. Mitscherlich, începând lucrarea sa de doctorat. În 1914, Primul Război Mondial l-a forțat să întrerupă studiile și să revină în România, unde a ocupat un post de „regizor de moșii” în județul Vlașca. În 1917, a activat ca inspector agronom în Moldova și a început activitatea didactică, fiind conferențiar la Școala Națională de Horticultură din Chișinău.
În 1919, a reluat studiile la Institutul Agronomic al Universității din Königsberg, dar a fost nevoit să părăsească Germania din motive necunoscute. În 1921, la 32 de ani, a ocupat prin concurs postul de profesor de agrologie la Academia de Agricultură din Cluj, unde în 1923 și-a susținut teza de doctorat în științe naturale. Între 1925 și 1927, a fost director al Academiei de Agricultură din Cluj. În 1927, cu o bursă a Institutului Internațional Rockefeller, a studiat biologia solului la Stațiunea de Cercetări Agricole Rothamsted din Anglia, colaborând cu John Russel. Lucrarea sa de aici a fost prezentată la al Doilea Congres Internațional de Știința Solului de la Moscova-Leningrad, în 1930.
Tot în 1927, a devenit profesor de „Cultura Plantelor, Pășuni și Fânețe” la Școala Superioară de Agricultură Herăstrău din București, succedându-i lui George Maior, și a ocupat această catedră până la moartea sa. Între 1928 și 1935, a reorganizat și condus Institutul Experimental pentru Cultivarea și Fermentarea Tutunului, contribuind la extinderea și prelucrarea tutunului în România, care a devenit un important producător european. În 1932, a fost rector al Academiei de Înalte Studii Agronomice din București, unde a introdus noi programe de studii și a extins practica studențească la 9 luni, asigurând o pregătire aplicativă solidă.

## Activitate științifică

### Domenii de cercetare
- Agrologie și pedologie agricolă
- Acțiunea apei și a îngrășămintelor în creșterea plantelor
- Microbiologia solului și fauna protozoarelor
- Fitotehnie (grâu, porumb, soia, tutun)
- Organizarea agriculturii cooperativiste

### Contribuții originale
Marin Chirițescu-Arva a fost un pionier al pedologiei agricole, introducând acest termen în știința românească. A realizat studii fundamentale asupra acțiunii apei în creșterea plantelor, publicând lucrări precum *Contribuții la studiul acțiunii factorului vegetativ-apă în agricultura noastră* și *Influența procentului de apă ca factor de vegetație asupra texturii solului la grâul Ulka*. A efectuat experiențe fitotehnice asupra grâului, porumbului (susținând densități ridicate) și soiei, publicând în 1931 *Soia sau fasolea japoneză*. A studiat fauna solului, descoperind 66 de specii de protozoare, rezultatele fiind publicate în *Cercetări asupra faunei protozoarelor din solurile României*. A fost adept al „Școlii Ruse” în pedologie, confirmat în *Climatul și formarea pământurilor*.
A promovat organizarea agriculturii cooperativiste, criticând exploatarea țăranilor și susținând superioritatea modelelor socialiste față de cele capitaliste. La a III-a Conferință Balcanică din 1932, a propus măsuri precum întocmirea hărții solurilor, zonarea plantelor agricole și promovarea cooperativelor. A publicat articole curajoase, precum *Ce am învățat în Rusia Sovietică*, în ziarul „Cuvântul”, atrăgând critici din partea unor exponenți ai regimului, dar rămânând fidel convingerilor sale.
Cursul său *Agrologia* (1925) rămâne o lucrare de referință, abordând zonele naturale de soluri, pedologia genetică, factorii climatici și clasificarea solurilor, utilizând lucrări internaționale de E. Ramann, K.D. Glinka și E.A. Mitscherlich.

### Recunoaștere internațională
Chirițescu-Arva a fost apreciat de personalități precum E.A. Mitscherlich și John Russel. A fost membru corespondent al Academiei Cehoslovace de Agricultură, membru al Consiliului Internațional de pe lângă Institutul Internațional de Agricultură de la Roma, membru al Asociației Internaționale pentru Știința Solului, membru al Societății Britanice pentru Progresul Științei, vicepreședinte al Asociației Presei Agricole din România și vicepreședinte al Senatului Învățământului Superior din România.

## Lucrări
- Grânele de primăvară (1920)
- Doctrine și direcțiuni în studiul pământurilor, „Buletinul agriculturii”, vol. 3-4, nr. 7-12/1922, București, „Adevărul”, 1923
- Contribuții la studiul acțiunii factorului vegetativ-apă în agricultura noastră, „Buletinul agriculturii”, vol. I, nr. 1/1924, București, „Bucovina”, 1924
- Rolul agronomilor în agricultura țării, „Convorbiri literare”, București, 1935
- Agrologia (curs), Cluj, Tip. „Cartea Românească”, 1925
- Experiențe comparative cu grâne în anii 1924-1925, „Agricultura nouă”, 1925
- Experiențe în câmp cu îngrășăminte azotate, „Buletinul agriculturii”, vol. I, nr. 1-3/1926, București, Tip. „Bucovina”, 1926
- Importanța experiențelor pentru agricultură, București, „Bucovina”, 1926
- Academia de Agricultură din Cluj, Cluj, „Cartea Românească”, 1927
- Fermele Academiei, Cluj, „Cartea Românească”, 1927
- Cercetări asupra cultivării grâului, București, „Bucovina”, 1928
- Cercetări asupra sticlozității grâului, „Monitorul Oficial”, București, 1930
- Influența arăturilor și mușuroitului asupra recoltei porumbului, București, Tip. „Cartea Românească”, 1930
- Soia sau fasolea japoneză, București, Tip. „Institutul de Arte Grafice”, 1931
- Agricultura noastră în fața concurenței sovietice, București, Tip. „Bucovina”, 1931
- Experiențe cu soia, București, Tip. „PAS”, 1931
- Cooperativa de producție, factor dinamic al salvării agriculturii mici (1931)
- Cooperativele de producție și tractorul (1931)
- Pădurea și problema irigației aeriene în agricultură (traducere), București, Tip. „Bucovina”, 1932
- Colaborarea țărilor balcanice în domeniul științelor agricole (1932)
- Cuvântare la deschiderea cursurilor la Academia de Înalte Științe Agronomice, București, anul școlar 1934-1935, București, Tip. „Oltenia”, 1934
- Experiențe cu diferite feluri de ogoare și epoci de semănat la grâul de toamnă, „Agricultura nouă”, Cluj, nr. 4, 1934
- Organizarea fermei cooperative (1934)
- Criza agricolă și organizarea producției, București, Tip. „Cartea Românească”, 1935
- Organizarea producției agricole în statul țărănesc, București, Tip. „Cartea Românească”, 1935
- Climatul și formarea pământurilor, „Basarabia agricolă”, an. 2, nr. 11-12/1922

## In memoriam
Marin Chirițescu-Arva a murit pe 23 februarie 1935, la doar 46 de ani, lăsând o moștenire durabilă în științele agricole românești. Un ziar al vremii nota: „După moartea lui, nu se va putea încerca nimic serios în opera de organizare a agriculturii românești, fără să se țină seama și să se pornească de la lucrările și constatările științifice pe care le-a stabilit Marin Chirițescu-Arva.” Este considerat una dintre cele mai importante figuri ale agronomiei românești, alături de Haralamb Vasiliu, Constantin Sandu-Aldea și Mihail Șerban.